# 首尔奥林匹克体操竞技场
首爾奧林匹克體操競技場（英語：Olympic Gymnastics Arena）是韩国首尔的一个室内体育场馆，位于首尔奥林匹克公园，以举办众多有名韩国明星的演唱会和粉丝见面会而闻名，可容纳15,000名观众。

## 历史
该场馆建于1988年，用以1988年奥运会的体操比赛。